# 櫛玉比賣命神社
櫛玉比賣命神社(くしたまひめのみことじんじゃ)は、愛媛県松山市高田に鎮座する式内社。旧社格は、郷社。
拝殿の前方の小山は、前方後円墳の一部分で、全長が75mの櫛玉比賣命神社古墳と呼ばれる。

## 概要
応神天皇の代に勅令を奉じ、物部阿佐理命が早風の国造となり、天道日女命及び、御炊屋姫命を奉斎した。
祭神は、天道日女命・御炊屋姫命だが、天道日女命一座の説もある。
國津比古命神社と、対面している。地元では、両社を合わせて「風早宮大氏神(かざはやみやのおおうじがみ)」と呼ぶ。

## 境内社
- 素戔嗚神社(祭神:素戔嗚命)

- 和霊神社(祭神:山家公頼)は、別法人(参考:和霊神社)

## 例祭
体育の日の前々日に行われる。「宵の明星」と呼ばれる。